# Une politique de la fragilité
Dans son ouvrage Une politique de la fragilité, Fred Poché se demande où trouver des ressources fécondes pour continuer à agir contre l’injustice après la fin des grandes récits porteurs d’espérance et d'émancipation. Il aborde la question de la dignité et se demande ce qu'il convient de soutenir pour progresser vers une société vraiment démocratique qui donne toute sa place aux plus vulnérables. L’auteur s'appuie sur une « anthropologie de contextualité » qui prend au sérieux l’« espace » et le « social-historique ». Il fait partir sa réflexion éthique des oubliés de la globalisation. La réflexion engagée dans Une politique de la fragilité se prolonge avec Blessures intimes, blessures sociales, ouvrage récompensé, en 2009, par le prix Jean Finot de l’Académie des sciences morales et politiques.

## Recensions de l'ouvrage
- Jean-Louis Schegel, Esprit, octobre 2004, p. 225
- Jean-Claude Guillebaud, « Bonheur de la révolte », Télé-Cine-Obs, 29/05 au 4/06/2004
- N. Tenzer, Le banquet. Revue Politique , octobre 2004, n°21, p. 482
- Ouvrage présenté sur France Culture à l’émission de Francesca Piolot « La vie comme elle va » le 22 août 2004[5]
- Yves Labbé, Revue des Sciences religieuses, 79e année, n°2, avril 2005, p. 291-292
- N. G., Bulletin du ministère des affaires étrangères, n°18, septembre 2004, p. 79
- Kasanda Lumembu, Nouvelle Revue théologique, 128/1, 2006, p. 135-136[6]
- Frédéric Rognon, Revue d’histoire et de philosophie religieuses, 88, no 2, Ap-Je 2008, p. 208-209
- Jean-François Petit, marque-page, La Croix, 11 mars 2004
- Hugues Puel, Economie & Humanisme, n°370, octobre 2004, p. 106
- Entretien de l’écrivain camerounais Victor Bouajio avec Fred Poché, « La société à la loupe », Écrire aujourd’hui, no 83, p. 13-24
- Fred Poché, « Contextualité et théorie de l'agir humain. Contribution philosophique à une distinction entre éthique et morale », Franciscanum. Revista de las ciencias del espiritus, Volumen LII, n°153, ENERO-JUNIO, 2010, p. 207-245.